# César Castro (saltador)
César Augusto Aquino de Castro (Brasilia, 2 de septiembre de 1982) es un deportista brasileño que compitió en saltos de trampolín. Ganó dos medallas en los Juegos Panamericanos, plata en 2007 y bronce en 2011.

## Palmarés internacional
| Juegos Panamericanos | Juegos Panamericanos    | Juegos Panamericanos | Juegos Panamericanos |
| Año                  | Lugar                   | Medalla              | Prueba               |
| -------------------- | ----------------------- | -------------------- | -------------------- |
| 2007                 | Río de Janeiro (Brasil) | Medalla de plata     | Trampolín 3 m        |
| 2011                 | Guadalajara (México)    | Medalla de bronce    | Trampolín 3 m        |